# Lasioglossum hecate
Lasioglossum hecate är en biart som beskrevs av Ebmer 1986. Lasioglossum hecate ingår i släktet smalbin, och familjen vägbin. Inga underarter finns listade i Catalogue of Life.